# Бессмертная украинская партия
|   | a | b | c | d | e | f | g | h |   |
| - | --- | --- | --- | --- | --- | --- | --- | --- | - |
| 8 | d8 чёрный слон · g8 чёрный король · b7 чёрная пешка · c7 чёрная пешка · f7 чёрная ладья · g7 чёрная пешка · h7 чёрная пешка · a6 чёрная ладья · d6 чёрный конь · f6 чёрная пешка · h6 белый слон · a5 чёрная пешка · d5 белый конь · f5 чёрный ферзь · d4 белый ферзь · g3 белая ладья · a2 белая пешка · b2 белая пешка · c2 белая пешка · f2 белая пешка · g2 белая пешка · h2 белая пешка · e1 белая ладья · g1 белый король | d8 чёрный слон · g8 чёрный король · b7 чёрная пешка · c7 чёрная пешка · f7 чёрная ладья · g7 чёрная пешка · h7 чёрная пешка · a6 чёрная ладья · d6 чёрный конь · f6 чёрная пешка · h6 белый слон · a5 чёрная пешка · d5 белый конь · f5 чёрный ферзь · d4 белый ферзь · g3 белая ладья · a2 белая пешка · b2 белая пешка · c2 белая пешка · f2 белая пешка · g2 белая пешка · h2 белая пешка · e1 белая ладья · g1 белый король | d8 чёрный слон · g8 чёрный король · b7 чёрная пешка · c7 чёрная пешка · f7 чёрная ладья · g7 чёрная пешка · h7 чёрная пешка · a6 чёрная ладья · d6 чёрный конь · f6 чёрная пешка · h6 белый слон · a5 чёрная пешка · d5 белый конь · f5 чёрный ферзь · d4 белый ферзь · g3 белая ладья · a2 белая пешка · b2 белая пешка · c2 белая пешка · f2 белая пешка · g2 белая пешка · h2 белая пешка · e1 белая ладья · g1 белый король | d8 чёрный слон · g8 чёрный король · b7 чёрная пешка · c7 чёрная пешка · f7 чёрная ладья · g7 чёрная пешка · h7 чёрная пешка · a6 чёрная ладья · d6 чёрный конь · f6 чёрная пешка · h6 белый слон · a5 чёрная пешка · d5 белый конь · f5 чёрный ферзь · d4 белый ферзь · g3 белая ладья · a2 белая пешка · b2 белая пешка · c2 белая пешка · f2 белая пешка · g2 белая пешка · h2 белая пешка · e1 белая ладья · g1 белый король | d8 чёрный слон · g8 чёрный король · b7 чёрная пешка · c7 чёрная пешка · f7 чёрная ладья · g7 чёрная пешка · h7 чёрная пешка · a6 чёрная ладья · d6 чёрный конь · f6 чёрная пешка · h6 белый слон · a5 чёрная пешка · d5 белый конь · f5 чёрный ферзь · d4 белый ферзь · g3 белая ладья · a2 белая пешка · b2 белая пешка · c2 белая пешка · f2 белая пешка · g2 белая пешка · h2 белая пешка · e1 белая ладья · g1 белый король | d8 чёрный слон · g8 чёрный король · b7 чёрная пешка · c7 чёрная пешка · f7 чёрная ладья · g7 чёрная пешка · h7 чёрная пешка · a6 чёрная ладья · d6 чёрный конь · f6 чёрная пешка · h6 белый слон · a5 чёрная пешка · d5 белый конь · f5 чёрный ферзь · d4 белый ферзь · g3 белая ладья · a2 белая пешка · b2 белая пешка · c2 белая пешка · f2 белая пешка · g2 белая пешка · h2 белая пешка · e1 белая ладья · g1 белый король | d8 чёрный слон · g8 чёрный король · b7 чёрная пешка · c7 чёрная пешка · f7 чёрная ладья · g7 чёрная пешка · h7 чёрная пешка · a6 чёрная ладья · d6 чёрный конь · f6 чёрная пешка · h6 белый слон · a5 чёрная пешка · d5 белый конь · f5 чёрный ферзь · d4 белый ферзь · g3 белая ладья · a2 белая пешка · b2 белая пешка · c2 белая пешка · f2 белая пешка · g2 белая пешка · h2 белая пешка · e1 белая ладья · g1 белый король | d8 чёрный слон · g8 чёрный король · b7 чёрная пешка · c7 чёрная пешка · f7 чёрная ладья · g7 чёрная пешка · h7 чёрная пешка · a6 чёрная ладья · d6 чёрный конь · f6 чёрная пешка · h6 белый слон · a5 чёрная пешка · d5 белый конь · f5 чёрный ферзь · d4 белый ферзь · g3 белая ладья · a2 белая пешка · b2 белая пешка · c2 белая пешка · f2 белая пешка · g2 белая пешка · h2 белая пешка · e1 белая ладья · g1 белый король | 8 |
| 7 | d8 чёрный слон · g8 чёрный король · b7 чёрная пешка · c7 чёрная пешка · f7 чёрная ладья · g7 чёрная пешка · h7 чёрная пешка · a6 чёрная ладья · d6 чёрный конь · f6 чёрная пешка · h6 белый слон · a5 чёрная пешка · d5 белый конь · f5 чёрный ферзь · d4 белый ферзь · g3 белая ладья · a2 белая пешка · b2 белая пешка · c2 белая пешка · f2 белая пешка · g2 белая пешка · h2 белая пешка · e1 белая ладья · g1 белый король | d8 чёрный слон · g8 чёрный король · b7 чёрная пешка · c7 чёрная пешка · f7 чёрная ладья · g7 чёрная пешка · h7 чёрная пешка · a6 чёрная ладья · d6 чёрный конь · f6 чёрная пешка · h6 белый слон · a5 чёрная пешка · d5 белый конь · f5 чёрный ферзь · d4 белый ферзь · g3 белая ладья · a2 белая пешка · b2 белая пешка · c2 белая пешка · f2 белая пешка · g2 белая пешка · h2 белая пешка · e1 белая ладья · g1 белый король | d8 чёрный слон · g8 чёрный король · b7 чёрная пешка · c7 чёрная пешка · f7 чёрная ладья · g7 чёрная пешка · h7 чёрная пешка · a6 чёрная ладья · d6 чёрный конь · f6 чёрная пешка · h6 белый слон · a5 чёрная пешка · d5 белый конь · f5 чёрный ферзь · d4 белый ферзь · g3 белая ладья · a2 белая пешка · b2 белая пешка · c2 белая пешка · f2 белая пешка · g2 белая пешка · h2 белая пешка · e1 белая ладья · g1 белый король | d8 чёрный слон · g8 чёрный король · b7 чёрная пешка · c7 чёрная пешка · f7 чёрная ладья · g7 чёрная пешка · h7 чёрная пешка · a6 чёрная ладья · d6 чёрный конь · f6 чёрная пешка · h6 белый слон · a5 чёрная пешка · d5 белый конь · f5 чёрный ферзь · d4 белый ферзь · g3 белая ладья · a2 белая пешка · b2 белая пешка · c2 белая пешка · f2 белая пешка · g2 белая пешка · h2 белая пешка · e1 белая ладья · g1 белый король | d8 чёрный слон · g8 чёрный король · b7 чёрная пешка · c7 чёрная пешка · f7 чёрная ладья · g7 чёрная пешка · h7 чёрная пешка · a6 чёрная ладья · d6 чёрный конь · f6 чёрная пешка · h6 белый слон · a5 чёрная пешка · d5 белый конь · f5 чёрный ферзь · d4 белый ферзь · g3 белая ладья · a2 белая пешка · b2 белая пешка · c2 белая пешка · f2 белая пешка · g2 белая пешка · h2 белая пешка · e1 белая ладья · g1 белый король | d8 чёрный слон · g8 чёрный король · b7 чёрная пешка · c7 чёрная пешка · f7 чёрная ладья · g7 чёрная пешка · h7 чёрная пешка · a6 чёрная ладья · d6 чёрный конь · f6 чёрная пешка · h6 белый слон · a5 чёрная пешка · d5 белый конь · f5 чёрный ферзь · d4 белый ферзь · g3 белая ладья · a2 белая пешка · b2 белая пешка · c2 белая пешка · f2 белая пешка · g2 белая пешка · h2 белая пешка · e1 белая ладья · g1 белый король | d8 чёрный слон · g8 чёрный король · b7 чёрная пешка · c7 чёрная пешка · f7 чёрная ладья · g7 чёрная пешка · h7 чёрная пешка · a6 чёрная ладья · d6 чёрный конь · f6 чёрная пешка · h6 белый слон · a5 чёрная пешка · d5 белый конь · f5 чёрный ферзь · d4 белый ферзь · g3 белая ладья · a2 белая пешка · b2 белая пешка · c2 белая пешка · f2 белая пешка · g2 белая пешка · h2 белая пешка · e1 белая ладья · g1 белый король | d8 чёрный слон · g8 чёрный король · b7 чёрная пешка · c7 чёрная пешка · f7 чёрная ладья · g7 чёрная пешка · h7 чёрная пешка · a6 чёрная ладья · d6 чёрный конь · f6 чёрная пешка · h6 белый слон · a5 чёрная пешка · d5 белый конь · f5 чёрный ферзь · d4 белый ферзь · g3 белая ладья · a2 белая пешка · b2 белая пешка · c2 белая пешка · f2 белая пешка · g2 белая пешка · h2 белая пешка · e1 белая ладья · g1 белый король | 7 |
| 6 | d8 чёрный слон · g8 чёрный король · b7 чёрная пешка · c7 чёрная пешка · f7 чёрная ладья · g7 чёрная пешка · h7 чёрная пешка · a6 чёрная ладья · d6 чёрный конь · f6 чёрная пешка · h6 белый слон · a5 чёрная пешка · d5 белый конь · f5 чёрный ферзь · d4 белый ферзь · g3 белая ладья · a2 белая пешка · b2 белая пешка · c2 белая пешка · f2 белая пешка · g2 белая пешка · h2 белая пешка · e1 белая ладья · g1 белый король | d8 чёрный слон · g8 чёрный король · b7 чёрная пешка · c7 чёрная пешка · f7 чёрная ладья · g7 чёрная пешка · h7 чёрная пешка · a6 чёрная ладья · d6 чёрный конь · f6 чёрная пешка · h6 белый слон · a5 чёрная пешка · d5 белый конь · f5 чёрный ферзь · d4 белый ферзь · g3 белая ладья · a2 белая пешка · b2 белая пешка · c2 белая пешка · f2 белая пешка · g2 белая пешка · h2 белая пешка · e1 белая ладья · g1 белый король | d8 чёрный слон · g8 чёрный король · b7 чёрная пешка · c7 чёрная пешка · f7 чёрная ладья · g7 чёрная пешка · h7 чёрная пешка · a6 чёрная ладья · d6 чёрный конь · f6 чёрная пешка · h6 белый слон · a5 чёрная пешка · d5 белый конь · f5 чёрный ферзь · d4 белый ферзь · g3 белая ладья · a2 белая пешка · b2 белая пешка · c2 белая пешка · f2 белая пешка · g2 белая пешка · h2 белая пешка · e1 белая ладья · g1 белый король | d8 чёрный слон · g8 чёрный король · b7 чёрная пешка · c7 чёрная пешка · f7 чёрная ладья · g7 чёрная пешка · h7 чёрная пешка · a6 чёрная ладья · d6 чёрный конь · f6 чёрная пешка · h6 белый слон · a5 чёрная пешка · d5 белый конь · f5 чёрный ферзь · d4 белый ферзь · g3 белая ладья · a2 белая пешка · b2 белая пешка · c2 белая пешка · f2 белая пешка · g2 белая пешка · h2 белая пешка · e1 белая ладья · g1 белый король | d8 чёрный слон · g8 чёрный король · b7 чёрная пешка · c7 чёрная пешка · f7 чёрная ладья · g7 чёрная пешка · h7 чёрная пешка · a6 чёрная ладья · d6 чёрный конь · f6 чёрная пешка · h6 белый слон · a5 чёрная пешка · d5 белый конь · f5 чёрный ферзь · d4 белый ферзь · g3 белая ладья · a2 белая пешка · b2 белая пешка · c2 белая пешка · f2 белая пешка · g2 белая пешка · h2 белая пешка · e1 белая ладья · g1 белый король | d8 чёрный слон · g8 чёрный король · b7 чёрная пешка · c7 чёрная пешка · f7 чёрная ладья · g7 чёрная пешка · h7 чёрная пешка · a6 чёрная ладья · d6 чёрный конь · f6 чёрная пешка · h6 белый слон · a5 чёрная пешка · d5 белый конь · f5 чёрный ферзь · d4 белый ферзь · g3 белая ладья · a2 белая пешка · b2 белая пешка · c2 белая пешка · f2 белая пешка · g2 белая пешка · h2 белая пешка · e1 белая ладья · g1 белый король | d8 чёрный слон · g8 чёрный король · b7 чёрная пешка · c7 чёрная пешка · f7 чёрная ладья · g7 чёрная пешка · h7 чёрная пешка · a6 чёрная ладья · d6 чёрный конь · f6 чёрная пешка · h6 белый слон · a5 чёрная пешка · d5 белый конь · f5 чёрный ферзь · d4 белый ферзь · g3 белая ладья · a2 белая пешка · b2 белая пешка · c2 белая пешка · f2 белая пешка · g2 белая пешка · h2 белая пешка · e1 белая ладья · g1 белый король | d8 чёрный слон · g8 чёрный король · b7 чёрная пешка · c7 чёрная пешка · f7 чёрная ладья · g7 чёрная пешка · h7 чёрная пешка · a6 чёрная ладья · d6 чёрный конь · f6 чёрная пешка · h6 белый слон · a5 чёрная пешка · d5 белый конь · f5 чёрный ферзь · d4 белый ферзь · g3 белая ладья · a2 белая пешка · b2 белая пешка · c2 белая пешка · f2 белая пешка · g2 белая пешка · h2 белая пешка · e1 белая ладья · g1 белый король | 6 |
| 5 | d8 чёрный слон · g8 чёрный король · b7 чёрная пешка · c7 чёрная пешка · f7 чёрная ладья · g7 чёрная пешка · h7 чёрная пешка · a6 чёрная ладья · d6 чёрный конь · f6 чёрная пешка · h6 белый слон · a5 чёрная пешка · d5 белый конь · f5 чёрный ферзь · d4 белый ферзь · g3 белая ладья · a2 белая пешка · b2 белая пешка · c2 белая пешка · f2 белая пешка · g2 белая пешка · h2 белая пешка · e1 белая ладья · g1 белый король | d8 чёрный слон · g8 чёрный король · b7 чёрная пешка · c7 чёрная пешка · f7 чёрная ладья · g7 чёрная пешка · h7 чёрная пешка · a6 чёрная ладья · d6 чёрный конь · f6 чёрная пешка · h6 белый слон · a5 чёрная пешка · d5 белый конь · f5 чёрный ферзь · d4 белый ферзь · g3 белая ладья · a2 белая пешка · b2 белая пешка · c2 белая пешка · f2 белая пешка · g2 белая пешка · h2 белая пешка · e1 белая ладья · g1 белый король | d8 чёрный слон · g8 чёрный король · b7 чёрная пешка · c7 чёрная пешка · f7 чёрная ладья · g7 чёрная пешка · h7 чёрная пешка · a6 чёрная ладья · d6 чёрный конь · f6 чёрная пешка · h6 белый слон · a5 чёрная пешка · d5 белый конь · f5 чёрный ферзь · d4 белый ферзь · g3 белая ладья · a2 белая пешка · b2 белая пешка · c2 белая пешка · f2 белая пешка · g2 белая пешка · h2 белая пешка · e1 белая ладья · g1 белый король | d8 чёрный слон · g8 чёрный король · b7 чёрная пешка · c7 чёрная пешка · f7 чёрная ладья · g7 чёрная пешка · h7 чёрная пешка · a6 чёрная ладья · d6 чёрный конь · f6 чёрная пешка · h6 белый слон · a5 чёрная пешка · d5 белый конь · f5 чёрный ферзь · d4 белый ферзь · g3 белая ладья · a2 белая пешка · b2 белая пешка · c2 белая пешка · f2 белая пешка · g2 белая пешка · h2 белая пешка · e1 белая ладья · g1 белый король | d8 чёрный слон · g8 чёрный король · b7 чёрная пешка · c7 чёрная пешка · f7 чёрная ладья · g7 чёрная пешка · h7 чёрная пешка · a6 чёрная ладья · d6 чёрный конь · f6 чёрная пешка · h6 белый слон · a5 чёрная пешка · d5 белый конь · f5 чёрный ферзь · d4 белый ферзь · g3 белая ладья · a2 белая пешка · b2 белая пешка · c2 белая пешка · f2 белая пешка · g2 белая пешка · h2 белая пешка · e1 белая ладья · g1 белый король | d8 чёрный слон · g8 чёрный король · b7 чёрная пешка · c7 чёрная пешка · f7 чёрная ладья · g7 чёрная пешка · h7 чёрная пешка · a6 чёрная ладья · d6 чёрный конь · f6 чёрная пешка · h6 белый слон · a5 чёрная пешка · d5 белый конь · f5 чёрный ферзь · d4 белый ферзь · g3 белая ладья · a2 белая пешка · b2 белая пешка · c2 белая пешка · f2 белая пешка · g2 белая пешка · h2 белая пешка · e1 белая ладья · g1 белый король | d8 чёрный слон · g8 чёрный король · b7 чёрная пешка · c7 чёрная пешка · f7 чёрная ладья · g7 чёрная пешка · h7 чёрная пешка · a6 чёрная ладья · d6 чёрный конь · f6 чёрная пешка · h6 белый слон · a5 чёрная пешка · d5 белый конь · f5 чёрный ферзь · d4 белый ферзь · g3 белая ладья · a2 белая пешка · b2 белая пешка · c2 белая пешка · f2 белая пешка · g2 белая пешка · h2 белая пешка · e1 белая ладья · g1 белый король | d8 чёрный слон · g8 чёрный король · b7 чёрная пешка · c7 чёрная пешка · f7 чёрная ладья · g7 чёрная пешка · h7 чёрная пешка · a6 чёрная ладья · d6 чёрный конь · f6 чёрная пешка · h6 белый слон · a5 чёрная пешка · d5 белый конь · f5 чёрный ферзь · d4 белый ферзь · g3 белая ладья · a2 белая пешка · b2 белая пешка · c2 белая пешка · f2 белая пешка · g2 белая пешка · h2 белая пешка · e1 белая ладья · g1 белый король | 5 |
| 4 | d8 чёрный слон · g8 чёрный король · b7 чёрная пешка · c7 чёрная пешка · f7 чёрная ладья · g7 чёрная пешка · h7 чёрная пешка · a6 чёрная ладья · d6 чёрный конь · f6 чёрная пешка · h6 белый слон · a5 чёрная пешка · d5 белый конь · f5 чёрный ферзь · d4 белый ферзь · g3 белая ладья · a2 белая пешка · b2 белая пешка · c2 белая пешка · f2 белая пешка · g2 белая пешка · h2 белая пешка · e1 белая ладья · g1 белый король | d8 чёрный слон · g8 чёрный король · b7 чёрная пешка · c7 чёрная пешка · f7 чёрная ладья · g7 чёрная пешка · h7 чёрная пешка · a6 чёрная ладья · d6 чёрный конь · f6 чёрная пешка · h6 белый слон · a5 чёрная пешка · d5 белый конь · f5 чёрный ферзь · d4 белый ферзь · g3 белая ладья · a2 белая пешка · b2 белая пешка · c2 белая пешка · f2 белая пешка · g2 белая пешка · h2 белая пешка · e1 белая ладья · g1 белый король | d8 чёрный слон · g8 чёрный король · b7 чёрная пешка · c7 чёрная пешка · f7 чёрная ладья · g7 чёрная пешка · h7 чёрная пешка · a6 чёрная ладья · d6 чёрный конь · f6 чёрная пешка · h6 белый слон · a5 чёрная пешка · d5 белый конь · f5 чёрный ферзь · d4 белый ферзь · g3 белая ладья · a2 белая пешка · b2 белая пешка · c2 белая пешка · f2 белая пешка · g2 белая пешка · h2 белая пешка · e1 белая ладья · g1 белый король | d8 чёрный слон · g8 чёрный король · b7 чёрная пешка · c7 чёрная пешка · f7 чёрная ладья · g7 чёрная пешка · h7 чёрная пешка · a6 чёрная ладья · d6 чёрный конь · f6 чёрная пешка · h6 белый слон · a5 чёрная пешка · d5 белый конь · f5 чёрный ферзь · d4 белый ферзь · g3 белая ладья · a2 белая пешка · b2 белая пешка · c2 белая пешка · f2 белая пешка · g2 белая пешка · h2 белая пешка · e1 белая ладья · g1 белый король | d8 чёрный слон · g8 чёрный король · b7 чёрная пешка · c7 чёрная пешка · f7 чёрная ладья · g7 чёрная пешка · h7 чёрная пешка · a6 чёрная ладья · d6 чёрный конь · f6 чёрная пешка · h6 белый слон · a5 чёрная пешка · d5 белый конь · f5 чёрный ферзь · d4 белый ферзь · g3 белая ладья · a2 белая пешка · b2 белая пешка · c2 белая пешка · f2 белая пешка · g2 белая пешка · h2 белая пешка · e1 белая ладья · g1 белый король | d8 чёрный слон · g8 чёрный король · b7 чёрная пешка · c7 чёрная пешка · f7 чёрная ладья · g7 чёрная пешка · h7 чёрная пешка · a6 чёрная ладья · d6 чёрный конь · f6 чёрная пешка · h6 белый слон · a5 чёрная пешка · d5 белый конь · f5 чёрный ферзь · d4 белый ферзь · g3 белая ладья · a2 белая пешка · b2 белая пешка · c2 белая пешка · f2 белая пешка · g2 белая пешка · h2 белая пешка · e1 белая ладья · g1 белый король | d8 чёрный слон · g8 чёрный король · b7 чёрная пешка · c7 чёрная пешка · f7 чёрная ладья · g7 чёрная пешка · h7 чёрная пешка · a6 чёрная ладья · d6 чёрный конь · f6 чёрная пешка · h6 белый слон · a5 чёрная пешка · d5 белый конь · f5 чёрный ферзь · d4 белый ферзь · g3 белая ладья · a2 белая пешка · b2 белая пешка · c2 белая пешка · f2 белая пешка · g2 белая пешка · h2 белая пешка · e1 белая ладья · g1 белый король | d8 чёрный слон · g8 чёрный король · b7 чёрная пешка · c7 чёрная пешка · f7 чёрная ладья · g7 чёрная пешка · h7 чёрная пешка · a6 чёрная ладья · d6 чёрный конь · f6 чёрная пешка · h6 белый слон · a5 чёрная пешка · d5 белый конь · f5 чёрный ферзь · d4 белый ферзь · g3 белая ладья · a2 белая пешка · b2 белая пешка · c2 белая пешка · f2 белая пешка · g2 белая пешка · h2 белая пешка · e1 белая ладья · g1 белый король | 4 |
| 3 | d8 чёрный слон · g8 чёрный король · b7 чёрная пешка · c7 чёрная пешка · f7 чёрная ладья · g7 чёрная пешка · h7 чёрная пешка · a6 чёрная ладья · d6 чёрный конь · f6 чёрная пешка · h6 белый слон · a5 чёрная пешка · d5 белый конь · f5 чёрный ферзь · d4 белый ферзь · g3 белая ладья · a2 белая пешка · b2 белая пешка · c2 белая пешка · f2 белая пешка · g2 белая пешка · h2 белая пешка · e1 белая ладья · g1 белый король | d8 чёрный слон · g8 чёрный король · b7 чёрная пешка · c7 чёрная пешка · f7 чёрная ладья · g7 чёрная пешка · h7 чёрная пешка · a6 чёрная ладья · d6 чёрный конь · f6 чёрная пешка · h6 белый слон · a5 чёрная пешка · d5 белый конь · f5 чёрный ферзь · d4 белый ферзь · g3 белая ладья · a2 белая пешка · b2 белая пешка · c2 белая пешка · f2 белая пешка · g2 белая пешка · h2 белая пешка · e1 белая ладья · g1 белый король | d8 чёрный слон · g8 чёрный король · b7 чёрная пешка · c7 чёрная пешка · f7 чёрная ладья · g7 чёрная пешка · h7 чёрная пешка · a6 чёрная ладья · d6 чёрный конь · f6 чёрная пешка · h6 белый слон · a5 чёрная пешка · d5 белый конь · f5 чёрный ферзь · d4 белый ферзь · g3 белая ладья · a2 белая пешка · b2 белая пешка · c2 белая пешка · f2 белая пешка · g2 белая пешка · h2 белая пешка · e1 белая ладья · g1 белый король | d8 чёрный слон · g8 чёрный король · b7 чёрная пешка · c7 чёрная пешка · f7 чёрная ладья · g7 чёрная пешка · h7 чёрная пешка · a6 чёрная ладья · d6 чёрный конь · f6 чёрная пешка · h6 белый слон · a5 чёрная пешка · d5 белый конь · f5 чёрный ферзь · d4 белый ферзь · g3 белая ладья · a2 белая пешка · b2 белая пешка · c2 белая пешка · f2 белая пешка · g2 белая пешка · h2 белая пешка · e1 белая ладья · g1 белый король | d8 чёрный слон · g8 чёрный король · b7 чёрная пешка · c7 чёрная пешка · f7 чёрная ладья · g7 чёрная пешка · h7 чёрная пешка · a6 чёрная ладья · d6 чёрный конь · f6 чёрная пешка · h6 белый слон · a5 чёрная пешка · d5 белый конь · f5 чёрный ферзь · d4 белый ферзь · g3 белая ладья · a2 белая пешка · b2 белая пешка · c2 белая пешка · f2 белая пешка · g2 белая пешка · h2 белая пешка · e1 белая ладья · g1 белый король | d8 чёрный слон · g8 чёрный король · b7 чёрная пешка · c7 чёрная пешка · f7 чёрная ладья · g7 чёрная пешка · h7 чёрная пешка · a6 чёрная ладья · d6 чёрный конь · f6 чёрная пешка · h6 белый слон · a5 чёрная пешка · d5 белый конь · f5 чёрный ферзь · d4 белый ферзь · g3 белая ладья · a2 белая пешка · b2 белая пешка · c2 белая пешка · f2 белая пешка · g2 белая пешка · h2 белая пешка · e1 белая ладья · g1 белый король | d8 чёрный слон · g8 чёрный король · b7 чёрная пешка · c7 чёрная пешка · f7 чёрная ладья · g7 чёрная пешка · h7 чёрная пешка · a6 чёрная ладья · d6 чёрный конь · f6 чёрная пешка · h6 белый слон · a5 чёрная пешка · d5 белый конь · f5 чёрный ферзь · d4 белый ферзь · g3 белая ладья · a2 белая пешка · b2 белая пешка · c2 белая пешка · f2 белая пешка · g2 белая пешка · h2 белая пешка · e1 белая ладья · g1 белый король | d8 чёрный слон · g8 чёрный король · b7 чёрная пешка · c7 чёрная пешка · f7 чёрная ладья · g7 чёрная пешка · h7 чёрная пешка · a6 чёрная ладья · d6 чёрный конь · f6 чёрная пешка · h6 белый слон · a5 чёрная пешка · d5 белый конь · f5 чёрный ферзь · d4 белый ферзь · g3 белая ладья · a2 белая пешка · b2 белая пешка · c2 белая пешка · f2 белая пешка · g2 белая пешка · h2 белая пешка · e1 белая ладья · g1 белый король | 3 |
| 2 | d8 чёрный слон · g8 чёрный король · b7 чёрная пешка · c7 чёрная пешка · f7 чёрная ладья · g7 чёрная пешка · h7 чёрная пешка · a6 чёрная ладья · d6 чёрный конь · f6 чёрная пешка · h6 белый слон · a5 чёрная пешка · d5 белый конь · f5 чёрный ферзь · d4 белый ферзь · g3 белая ладья · a2 белая пешка · b2 белая пешка · c2 белая пешка · f2 белая пешка · g2 белая пешка · h2 белая пешка · e1 белая ладья · g1 белый король | d8 чёрный слон · g8 чёрный король · b7 чёрная пешка · c7 чёрная пешка · f7 чёрная ладья · g7 чёрная пешка · h7 чёрная пешка · a6 чёрная ладья · d6 чёрный конь · f6 чёрная пешка · h6 белый слон · a5 чёрная пешка · d5 белый конь · f5 чёрный ферзь · d4 белый ферзь · g3 белая ладья · a2 белая пешка · b2 белая пешка · c2 белая пешка · f2 белая пешка · g2 белая пешка · h2 белая пешка · e1 белая ладья · g1 белый король | d8 чёрный слон · g8 чёрный король · b7 чёрная пешка · c7 чёрная пешка · f7 чёрная ладья · g7 чёрная пешка · h7 чёрная пешка · a6 чёрная ладья · d6 чёрный конь · f6 чёрная пешка · h6 белый слон · a5 чёрная пешка · d5 белый конь · f5 чёрный ферзь · d4 белый ферзь · g3 белая ладья · a2 белая пешка · b2 белая пешка · c2 белая пешка · f2 белая пешка · g2 белая пешка · h2 белая пешка · e1 белая ладья · g1 белый король | d8 чёрный слон · g8 чёрный король · b7 чёрная пешка · c7 чёрная пешка · f7 чёрная ладья · g7 чёрная пешка · h7 чёрная пешка · a6 чёрная ладья · d6 чёрный конь · f6 чёрная пешка · h6 белый слон · a5 чёрная пешка · d5 белый конь · f5 чёрный ферзь · d4 белый ферзь · g3 белая ладья · a2 белая пешка · b2 белая пешка · c2 белая пешка · f2 белая пешка · g2 белая пешка · h2 белая пешка · e1 белая ладья · g1 белый король | d8 чёрный слон · g8 чёрный король · b7 чёрная пешка · c7 чёрная пешка · f7 чёрная ладья · g7 чёрная пешка · h7 чёрная пешка · a6 чёрная ладья · d6 чёрный конь · f6 чёрная пешка · h6 белый слон · a5 чёрная пешка · d5 белый конь · f5 чёрный ферзь · d4 белый ферзь · g3 белая ладья · a2 белая пешка · b2 белая пешка · c2 белая пешка · f2 белая пешка · g2 белая пешка · h2 белая пешка · e1 белая ладья · g1 белый король | d8 чёрный слон · g8 чёрный король · b7 чёрная пешка · c7 чёрная пешка · f7 чёрная ладья · g7 чёрная пешка · h7 чёрная пешка · a6 чёрная ладья · d6 чёрный конь · f6 чёрная пешка · h6 белый слон · a5 чёрная пешка · d5 белый конь · f5 чёрный ферзь · d4 белый ферзь · g3 белая ладья · a2 белая пешка · b2 белая пешка · c2 белая пешка · f2 белая пешка · g2 белая пешка · h2 белая пешка · e1 белая ладья · g1 белый король | d8 чёрный слон · g8 чёрный король · b7 чёрная пешка · c7 чёрная пешка · f7 чёрная ладья · g7 чёрная пешка · h7 чёрная пешка · a6 чёрная ладья · d6 чёрный конь · f6 чёрная пешка · h6 белый слон · a5 чёрная пешка · d5 белый конь · f5 чёрный ферзь · d4 белый ферзь · g3 белая ладья · a2 белая пешка · b2 белая пешка · c2 белая пешка · f2 белая пешка · g2 белая пешка · h2 белая пешка · e1 белая ладья · g1 белый король | d8 чёрный слон · g8 чёрный король · b7 чёрная пешка · c7 чёрная пешка · f7 чёрная ладья · g7 чёрная пешка · h7 чёрная пешка · a6 чёрная ладья · d6 чёрный конь · f6 чёрная пешка · h6 белый слон · a5 чёрная пешка · d5 белый конь · f5 чёрный ферзь · d4 белый ферзь · g3 белая ладья · a2 белая пешка · b2 белая пешка · c2 белая пешка · f2 белая пешка · g2 белая пешка · h2 белая пешка · e1 белая ладья · g1 белый король | 2 |
| 1 | d8 чёрный слон · g8 чёрный король · b7 чёрная пешка · c7 чёрная пешка · f7 чёрная ладья · g7 чёрная пешка · h7 чёрная пешка · a6 чёрная ладья · d6 чёрный конь · f6 чёрная пешка · h6 белый слон · a5 чёрная пешка · d5 белый конь · f5 чёрный ферзь · d4 белый ферзь · g3 белая ладья · a2 белая пешка · b2 белая пешка · c2 белая пешка · f2 белая пешка · g2 белая пешка · h2 белая пешка · e1 белая ладья · g1 белый король | d8 чёрный слон · g8 чёрный король · b7 чёрная пешка · c7 чёрная пешка · f7 чёрная ладья · g7 чёрная пешка · h7 чёрная пешка · a6 чёрная ладья · d6 чёрный конь · f6 чёрная пешка · h6 белый слон · a5 чёрная пешка · d5 белый конь · f5 чёрный ферзь · d4 белый ферзь · g3 белая ладья · a2 белая пешка · b2 белая пешка · c2 белая пешка · f2 белая пешка · g2 белая пешка · h2 белая пешка · e1 белая ладья · g1 белый король | d8 чёрный слон · g8 чёрный король · b7 чёрная пешка · c7 чёрная пешка · f7 чёрная ладья · g7 чёрная пешка · h7 чёрная пешка · a6 чёрная ладья · d6 чёрный конь · f6 чёрная пешка · h6 белый слон · a5 чёрная пешка · d5 белый конь · f5 чёрный ферзь · d4 белый ферзь · g3 белая ладья · a2 белая пешка · b2 белая пешка · c2 белая пешка · f2 белая пешка · g2 белая пешка · h2 белая пешка · e1 белая ладья · g1 белый король | d8 чёрный слон · g8 чёрный король · b7 чёрная пешка · c7 чёрная пешка · f7 чёрная ладья · g7 чёрная пешка · h7 чёрная пешка · a6 чёрная ладья · d6 чёрный конь · f6 чёрная пешка · h6 белый слон · a5 чёрная пешка · d5 белый конь · f5 чёрный ферзь · d4 белый ферзь · g3 белая ладья · a2 белая пешка · b2 белая пешка · c2 белая пешка · f2 белая пешка · g2 белая пешка · h2 белая пешка · e1 белая ладья · g1 белый король | d8 чёрный слон · g8 чёрный король · b7 чёрная пешка · c7 чёрная пешка · f7 чёрная ладья · g7 чёрная пешка · h7 чёрная пешка · a6 чёрная ладья · d6 чёрный конь · f6 чёрная пешка · h6 белый слон · a5 чёрная пешка · d5 белый конь · f5 чёрный ферзь · d4 белый ферзь · g3 белая ладья · a2 белая пешка · b2 белая пешка · c2 белая пешка · f2 белая пешка · g2 белая пешка · h2 белая пешка · e1 белая ладья · g1 белый король | d8 чёрный слон · g8 чёрный король · b7 чёрная пешка · c7 чёрная пешка · f7 чёрная ладья · g7 чёрная пешка · h7 чёрная пешка · a6 чёрная ладья · d6 чёрный конь · f6 чёрная пешка · h6 белый слон · a5 чёрная пешка · d5 белый конь · f5 чёрный ферзь · d4 белый ферзь · g3 белая ладья · a2 белая пешка · b2 белая пешка · c2 белая пешка · f2 белая пешка · g2 белая пешка · h2 белая пешка · e1 белая ладья · g1 белый король | d8 чёрный слон · g8 чёрный король · b7 чёрная пешка · c7 чёрная пешка · f7 чёрная ладья · g7 чёрная пешка · h7 чёрная пешка · a6 чёрная ладья · d6 чёрный конь · f6 чёрная пешка · h6 белый слон · a5 чёрная пешка · d5 белый конь · f5 чёрный ферзь · d4 белый ферзь · g3 белая ладья · a2 белая пешка · b2 белая пешка · c2 белая пешка · f2 белая пешка · g2 белая пешка · h2 белая пешка · e1 белая ладья · g1 белый король | d8 чёрный слон · g8 чёрный король · b7 чёрная пешка · c7 чёрная пешка · f7 чёрная ладья · g7 чёрная пешка · h7 чёрная пешка · a6 чёрная ладья · d6 чёрный конь · f6 чёрная пешка · h6 белый слон · a5 чёрная пешка · d5 белый конь · f5 чёрный ферзь · d4 белый ферзь · g3 белая ладья · a2 белая пешка · b2 белая пешка · c2 белая пешка · f2 белая пешка · g2 белая пешка · h2 белая пешка · e1 белая ладья · g1 белый король | 1 |
|   | a | b | c | d | e | f | g | h |   |

Бессмертная украинская партия — шахматная партия, которую сыграли Ефим Корчмар и Евсей Поляк (в иностранных источниках ошибочно указывается, что чёрными играл Абрам Поляк) в Киеве во время чемпионата УССР 1937 г.
1. e4 e5 2. Кf3 Кc6 3. Кc3 Кf6 4. Сb5 d6 5. d4 ed 6. К:d4 Сd7 7. 0—0 К:d4? (7… Се7) 8. С:d7+ Ф:d7 9. Ф:d4 Сe7 10. Лd1 0—0 11. e5 Кe8 12. Сf4 a5 13. Лd3 Лa6 14. Лe1 Фf5 15. Кd5 Сd8 16. ed К:d6 17. Лg3 f6 18. Сh6 Лf7  (см. диаграмму)
Завершающая комбинация, при которой белые жертвуют коня, ферзя, ладью и ставят мат: 19. Кb4! ab 20. Ф:d6! Фd7 21. Фd5!! (Δ 22. Л:g7+) 21… Крf8 (21… g6 22. Лgе3) 22. Л:g7!! Ф:d5 (22… Л:g7 23. Ф:d7 ) 23. Лg8++! Черные сдались ввиду неизбежного мата после 23… Кр: g8 24. Лe8+ Лf8 25. Л:f8#.
Обычно в шахматной литературе помещался только финал партии. Полный текст партии появлялся только в журнале «Шахматы в СССР» (вскоре после того, как партия была сыграна) и в рижском журнале «Шахматы» (в 1975 году текст прислал сам Ефим Корчмар).